# Lijst van nummer 1-hits in de Graadmeter in 2019
Deze lijst bevat de nummer 1-hits in de Graadmeter van Pinguin Radio in 2019. De posities in de Graadmeter zijn negatief; het gaat hier dus eigenlijk om de nummer -1-hits.

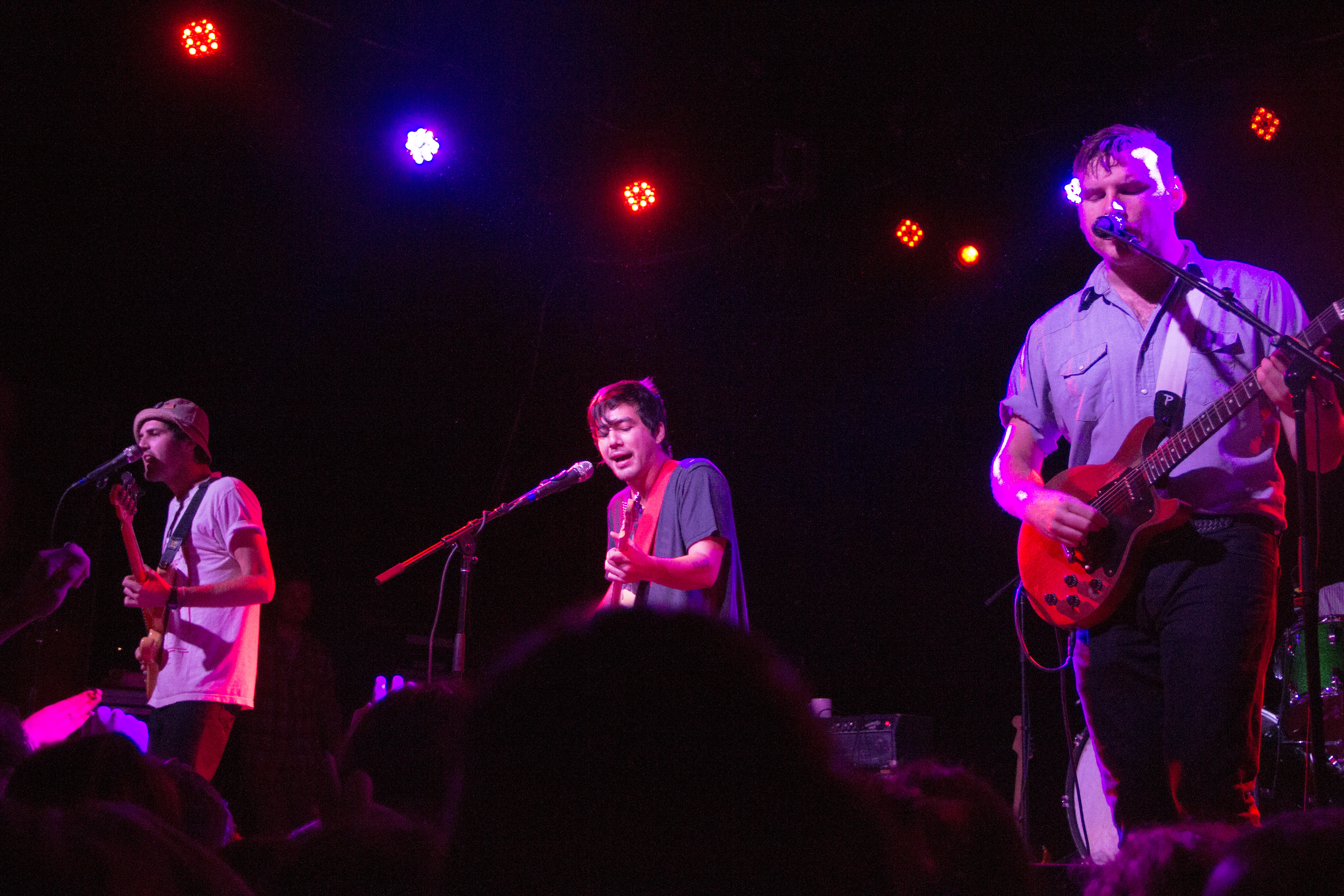
De Amerikaanse punkband FIDLAR kwam op 20 januari op -1 met het lied Can't you see, afkomstig van het album Almost free uit 2019, en behield deze positie twee weken. Het lied wordt door Tom Breihan van Stereogum omschreven als "funky, bluesy lurch — not punk at all, really".

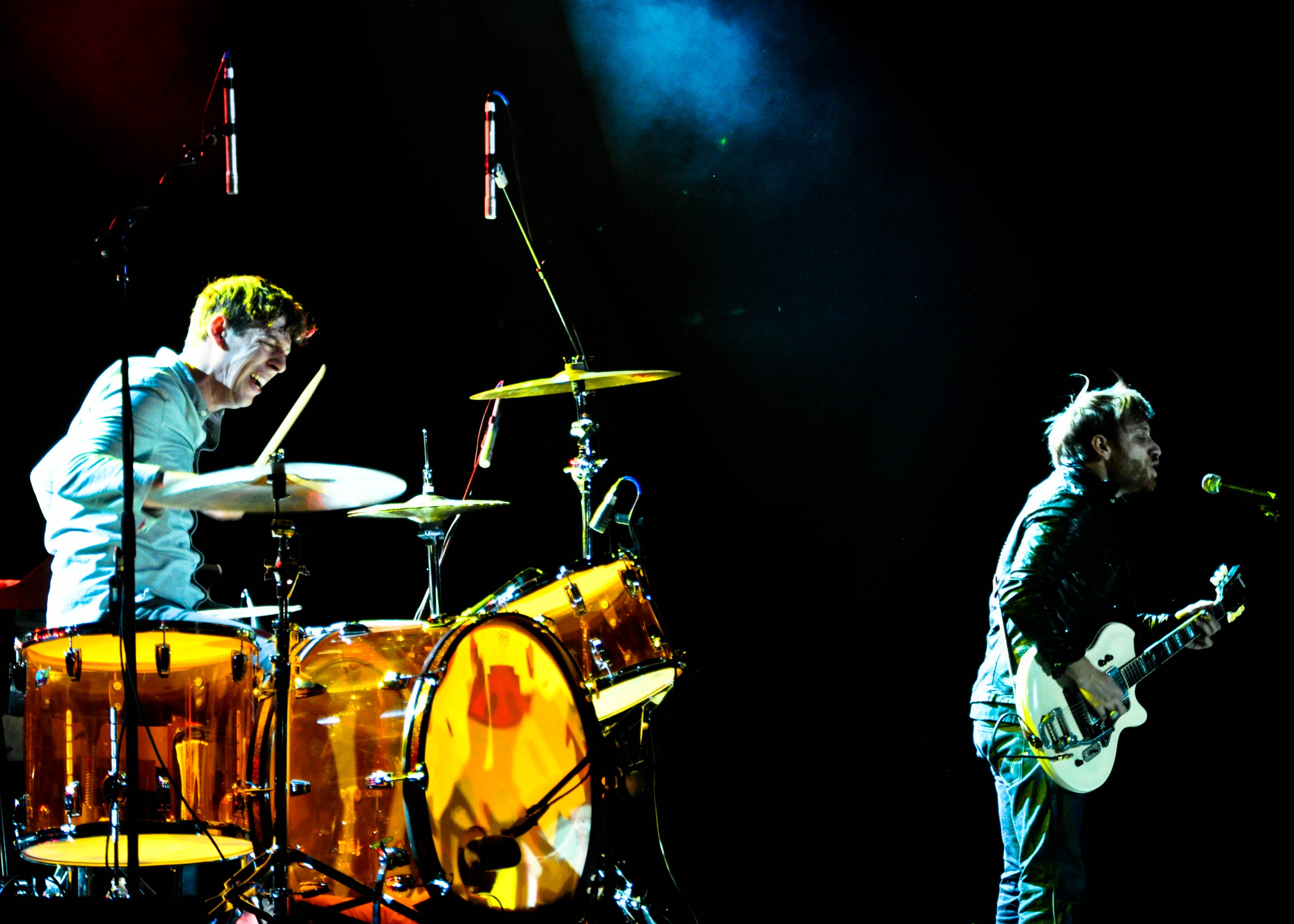
In mei 2014 ging de Engelse rockband The Black Keys op tournee om hun achtste studioalbum Turn blue te promoten. Hierna laste de band een pauze in. In 2019 werd de single Lo_Hi uitgebracht dat op 14 april op de hoogste positie van de Graadmeter belandde.

| Datum        | Artiest                       | Titel                                          |
| ------------ | ----------------------------- | ---------------------------------------------- |
| 13 januari   | Charles Watson                | Voices carry through the mist                  |
| 20 januari   | FIDLAR                        | Can't you see                                  |
| 27 januari   | FIDLAR                        | Can't you see                                  |
| 3 februari   | The Raconteurs                | Now that you're gone                           |
| 10 februari  | The Raconteurs                | Now that you're gone                           |
| 17 februari  | Sharon Van Etten              | Seventeen                                      |
| 24 februari  | Sharon Van Etten              | Seventeen                                      |
| 3 maart      | Matt Berninger & Steph Altman | All I want (feat. Julien Baker)                |
| 10 maart     | Foals                         | Exits                                          |
| 17 maart     | Foals                         | Exits                                          |
| 24 maart     | Foals                         | Exits                                          |
| 31 maart     | Fontaines D.C.                | Too real                                       |
| 7 april      | Fontaines D.C.                | Too real                                       |
| 14 april     | The Black Keys                | Lo/Hi                                          |
| 21 april     | Hælos                         | Kyoto                                          |
| 28 april     | Palm Springsteen              | Hey there cowgirl                              |
| 5 mei        | Palm Springsteen              | Hey there cowgirl                              |
| 12 mei       | Aldous Harding                | The barrel (radio edit)                        |
| 19 mei       | Archive                       | Remains of nothing (edit) feat. Band of Skulls |
| 26 mei       | Archive                       | Remains of nothing (edit) feat. Band of Skulls |
| 2 juni       | Archive                       | Remains of nothing (edit) feat. Band of Skulls |
| 9 juni       | Crumb                         | Part III                                       |
| 16 juni      | The Amazons                   | Mother                                         |
| 23 juni      | The Amazons                   | Mother                                         |
| 30 juni      | Foals                         | In degrees                                     |
| 7 juli       | Foals                         | In degrees                                     |
| 14 juli      | Fontaines D.C.                | Boys in the better land                        |
| 21 juni      | The Comet Is Coming           | Summon the fire                                |
| 28 juni      | The Raconteurs                | Help me stranger                               |
| 4 augustus   | The Raconteurs                | Help me stranger                               |
| 11 augustus  | Silversun Pickups             | It doesn't matter why                          |
| 18 augustus  | Silversun Pickups             | It doesn't matter why                          |
| 25 augustus  | Honeymoan                     | Low blow                                       |
| 1 september  | Honeymoan                     | Low blow                                       |
| 8 september  | Tool                          | Fear inoculum                                  |
| 15 september | Tool                          | Fear inoculum                                  |
| 22 september | Big Thief                     | Not                                            |
| 29 september | Big Thief                     | Not                                            |
| 6 oktober    | Declan McKenna                | British bombs                                  |
| 13 oktober   | Silversun Pickups             | Freakazoid                                     |
| 20 oktober   | Lola Marsh                    | Echoes                                         |
| 27 oktober   | Mondo Cozmo                   | Black Cadillac                                 |
| 3 november   | Mondo Cozmo                   | Black Cadillac                                 |
| 10 november  | Death Cab for Cutie           | To the ground                                  |
| 17 november  | Nick Cave and the Bad Seeds   | Bright horses                                  |
| 24 november  | Nick Cave and the Bad Seeds   | Bright horses                                  |
| 1 december   | Lime Cordiale                 | Inappropriate behaviour                        |
| 8 december   | Lime Cordiale                 | Inappropriate behaviour                        |
| 15 december  | Orville Peck                  | Dead of night                                  |
| 22 december  | Michael Kiwanuka              | Hero                                           |
| 29 december  | Michael Kiwanuka              | Hero                                           |